# Selección femenina de fútbol sub-17 de Inglaterra
La selección femenina de fútbol sub-17 de Inglaterra es el equipo representativo de dicho país en las competiciones oficiales. Su organización está a cargo de la Asociación Inglesa de Fútbol, miembro de la UEFA y la FIFA.

## Estadísticas

### Copa Mundial de Fútbol Femenino Sub-17
| Año   | Fase             | Posición        | PJ              | PG              | PE              | PP              | GF              | GC              |
| ----- | ---------------- | --------------- | --------------- | --------------- | --------------- | --------------- | --------------- | --------------- |
| 2008  | Semifinal        | 4.º             | 6               | 2               | 1               | 3               | 7               | 10              |
| 2010  | No se clasificó  | No se clasificó | No se clasificó | No se clasificó | No se clasificó | No se clasificó | No se clasificó | No se clasificó |
| 2012  | No se clasificó  | No se clasificó | No se clasificó | No se clasificó | No se clasificó | No se clasificó | No se clasificó | No se clasificó |
| 2014  | No se clasificó  | No se clasificó | No se clasificó | No se clasificó | No se clasificó | No se clasificó | No se clasificó | No se clasificó |
| 2016  | Cuartos de final | 8.º             | 4               | 1               | 2               | 1               | 5               | 7               |
| 2018  | No se clasificó  | No se clasificó | No se clasificó | No se clasificó | No se clasificó | No se clasificó | No se clasificó | No se clasificó |
| 2022  | No se clasificó  | No se clasificó | No se clasificó | No se clasificó | No se clasificó | No se clasificó | No se clasificó | No se clasificó |
| 2024  | Semifinal        | 4.º             | 6               | 2               | 1               | 3               | 8               | 14              |
| Total | 3/8              | -               | 10              | 3               | 3               | 4               | 12              | 17              |

### Campeonato Europeo Femenino Sub-17 de la UEFA
| Año   | Fase            | Posición        | PJ              | PG              | PE              | PP              | GF              | GC              |
| ----- | --------------- | --------------- | --------------- | --------------- | --------------- | --------------- | --------------- | --------------- |
| 2008  | Semifinal       | 4.º             | 2               | 0               | 0               | 2               | 2               | 7               |
| 2009  | No se clasificó | No se clasificó | No se clasificó | No se clasificó | No se clasificó | No se clasificó | No se clasificó | No se clasificó |
| 2010  | No se clasificó | No se clasificó | No se clasificó | No se clasificó | No se clasificó | No se clasificó | No se clasificó | No se clasificó |
| 2011  | No se clasificó | No se clasificó | No se clasificó | No se clasificó | No se clasificó | No se clasificó | No se clasificó | No se clasificó |
| 2012  | No se clasificó | No se clasificó | No se clasificó | No se clasificó | No se clasificó | No se clasificó | No se clasificó | No se clasificó |
| 2013  | No se clasificó | No se clasificó | No se clasificó | No se clasificó | No se clasificó | No se clasificó | No se clasificó | No se clasificó |
| 2014  | Semifinal       | 4.º             | 5               | 2               | 1               | 2               | 8               | 6               |
| 2015  | Fase de grupos  | 6.º             | 3               | 1               | 1               | 1               | 4               | 7               |
| 2016  | Semifinal       | 3.º             | 5               | 4               | 0               | 1               | 24              | 8               |
| 2017  | Fase de grupos  | 6.º             | 3               | 1               | 0               | 2               | 6               | 4               |
| 2018  | Semifinal       | 4.º             | 5               | 1               | 1               | 3               | 8               | 14              |
| 2019  | Fase de grupos  | 5.º             | 3               | 2               | 0               | 1               | 4               | 5               |
| 2022  | No se clasificó | No se clasificó | No se clasificó | No se clasificó | No se clasificó | No se clasificó | No se clasificó | No se clasificó |
| 2023  | Semifinal       | 3.º             | 4               | 2               | 1               | 1               | 7               | 6               |
| 2024  | Por disputarse  | Por disputarse  | Por disputarse  | Por disputarse  | Por disputarse  | Por disputarse  | Por disputarse  | Por disputarse  |
| 2025  | Por disputarse  | Por disputarse  | Por disputarse  | Por disputarse  | Por disputarse  | Por disputarse  | Por disputarse  | Por disputarse  |
| Total | 8/14            | -               | 30              | 13              | 4               | 13              | 63              | 57              |